# Rhipidia (Eurhipidia) expansimacula
Rhipidia (Eurhipidia) expansimacula is een tweevleugelige uit de familie steltmuggen (Limoniidae). De soort komt voor in het Palearctisch gebied.